# Cory Vidanes
María Socorro Valenzuela-Vidanes, plus connue sous le nom de Cory Vidanes, née le 15 mai 1962, est une dirigeante philippine et directrice des  opérations pour la diffusion,, d'ABS-CBN Corporation, le plus grand média aux Philippines.

## Carrière
Sa carrière débute en 1982 où elle travaille pour la Banahaw Broadcasting Corporation (BBC-2) en tant qu'assistante de production des émissions Big Ike's Happening et Vilma in Person (VIP). Elle a commencé à travailler avec ABS-CBN lors de la réouverture du réseau en 1986 en tant que productrice associée. Elle a également été directrice des productions télévisées ABS-CBN de 2001 à 2009. Elle était responsable de la conceptualisation, de la production et de la gestion de tous les programmes de divertissement télévisés sur ABS-CBN Channel 2.
En 2009, elle a été nommée responsable de la gestion de Channel 2 Mega Manila pour ABS-CBN après que Charo Santos-Concio a été promu président et directeur de l'exploitation de la société.
À partir de février 2016, Vidanes a été nommée directrice opérationnelle de la diffusion d'ABS-CBN, un mois après la nomination de Carlo Katigbak comme nouveau président-directeur général du réseau.
Dans le cadre de son poste de directrice de la diffusion, elle gère également le développement de nouveaux concepts pour les chaînes ABS-CBN Channel 2 et ABS-CBN TVplus Yey, CineMo et Knowledge Channel, en collaboration avec ABS-CBN CCO Charo Santos-Concio.

## Vie privée
Vidanes a d'abord fréquenté l'Assomption Antipolo, puis l'université Ateneo de Manille, où elle a obtenu son baccalauréat en communication des arts,.
Vidanes était mariée à Bobet Vidanes, un réalisateur de télévision philippin, et a trois enfants, Ara, Kobi et Chad.